# Mecz Polska – Gwiazdy PLK 1997 – Sopot
Mecz Gwiazd – Polska – Gwiazdy PLK 1997 – towarzyski mecz koszykówki rozegrany 22 listopada 1997 roku w Sopocie. W spotkaniu wzięli udział czołowi zagraniczni zawodnicy najwyższej klasy rozgrywkowej w Polsce (Amerykanie) oraz reprezentanci Polski. Przy okazji imprezy odbyły się również konkursy wsadów oraz rzutów za 3 punkty.
- MVP – Adam Wójcik i Tyrice Walker
- Zwycięzca konkursu rzutów za 3 punkty – Andrzej Pluta
- Zwycięzca konkursu wsadów – Gary Alexander

## Statystyki spotkania
- Trener reprezentacji Polski: Eugeniusz Kijewski (Nobiles Włocławek)
- Trener drużyny gwiazd: Krzysztof Żolik (Pekaes Pruszków), asystent: Tadeusz Huciński (Komfort Forbo Stargard)
- pogrubienie – MVP

| Polska – 105                     | Polska – 105                     | Polska – 105                     | 95 – Gwiazdy PLK                 | 95 – Gwiazdy PLK                 | 95 – Gwiazdy PLK                 |
| Wynik I połowy spotkania – 51:43 | Wynik I połowy spotkania – 51:43 | Wynik I połowy spotkania – 51:43 | Wynik I połowy spotkania – 51:43 | Wynik I połowy spotkania – 51:43 | Wynik I połowy spotkania – 51:43 |
| Zawodnik                         | Klub                             | Pkt                              | Zawodnik                         | Klub                             | Pkt                              |
| -------------------------------- | -------------------------------- | -------------------------------- | -------------------------------- | -------------------------------- | -------------------------------- |
| Andrzej Pluta                    | Ericsson Bobry Bytom             | 12                               | Joe McNaull                      | Zepter Śląsk Wrocław             | 17                               |
| Maciej Zieliński                 | Zepter Śląsk Wrocław             | 19                               | Tyrice Walker                    | Pekaes Pruszków                  | 14                               |
| Adam Wójcik                      | Zepter Śląsk Wrocław             | 21                               | Martin Eggleston                 | PKK Warta Szczecin               | 15                               |
| Tomasz Jankowski                 | Ericsson Bobry Bytom             | 5                                | Duane Cooper                     | Pogoń Ruda Śląska                | 12                               |
| Krzysztof Wilangowski            | Trefl Sopot                      | 2                                | LaBradford Smith                 | Pekaes Pruszków                  | 10                               |
| Robert Kościuk                   | Komfort Forbo Stargard           | 4                                | Samuel Hines                     | Pogoń Ruda Śląska                | 9                                |
| Krzysztof Sidor                  | Pekaes Pruszków                  | 4                                | Frazier Johnson                  | Anwil Nobiles Włocławek          | 7                                |
| Kordian Korytek                  | Ericsson Bobry Bytom             | 0                                | Gary Alexander                   | Trefl Sopot                      | 6                                |
| Krzysztof Dryja                  | Pekaes Pruszków                  | 15                               | Malik Evans                      | Polonia Parte Przemyśl           | 4                                |
| Dominik Tomczyk                  | Pekaes Pruszków                  | 14                               | Coleman                          |                                  | 0                                |
| Jarosław Darnikowski             | AZS Elana Toruń                  | 0                                | –                                | –                                | –                                |
| Piotr Szybilski                  | Pekaes Pruszków                  | 9                                | –                                | –                                | –                                |